# Al Leong
Al Leong est un acteur et cascadeur américain né le 30 septembre 1952 à Saint-Louis au Missouri.

## Filmographie

### Cinéma
- 1981 : Going Ape! : un artiste du cirque
- 1983 : La Quatrième Dimension : un Vietnamien
- 1983 : On met les voiles : Joy Cheerleader
- 1984 : Protocol : le cuisinier
- 1985 : Les Aventuriers de la 4e dimension : un soldat vietnamien
- 1986 : Quicksilver : le déchargeur
- 1986 : Big Trouble : un ouvrier chinois
- 1986 : Deux Flics à Chicago : un acolyte
- 1986 : Les Aventures de Jack Burton dans les griffes du Mandarin : l'homme à la machette
- 1987 : L'Arme fatale : Endo
- 1987 : Steele Justice : l'homme aux cheveux longs
- 1988 : La Vie en plus : le photographe
- 1988 : Action Jackson : le chauffeur de Dellaplane
- 1988 : Piège de cristal : Uli
- 1988 : Invasion Los Angeles : un révolutionnaire asiatique
- 1989 : L'Excellente Aventure de Bill et Ted : Gengis Khan
- 1989 : Cage : Joe Lowell
- 1989 : Black Rain : l'assassin de Sato
- 1989 : Piège pour Amazones : Fu
- 1990 : Dark Angel : le vendeur de bagages
- 1990 : After Shock : un combattant
- 1990 : Coups pour coups : Bruce
- 1991 : L'Arme parfaite : un homme au bar
- 1991 : Dans les griffes du Dragon rouge : un homme de Yoshida
- 1992 : Hard Hunted : Raven
- 1992 : Rapid Fire : Minh
- 1993 : Au-dessus de la loi : un tireur chinois
- 1993 : Last Action Hero : un tireur de Vivaldi
- 1993 : Martial Outlaw : un voleur asiatique
- 1994 : Le Flic de Beverly Hills 3 : le garagiste
- 1994 : The Shadow : le chauffeur tibétain
- 1994 : Double Dragon : Lewis
- 1994 : Deadly Target : un gardien
- 1996 : Los Angeles 2013 : un membre du gang Hershe
- 1997 : Tuff Luk Klub : Cousin Ming
- 1998 : Un tueur pour cible : le tireur de Terence Wei
- 1998 : Godzilla : un membre d'équipage du bateau de pêche japonais
- 1998 : L'Arme fatale 4 : membre de la triade Wah Sing Ku
- 1998 : Limo : Hack
- 2000 : Daddy Tell Me a Story... : Al Ka Bong
- 2001 : The Ghost : un voyou de Wu
- 2002 : Le Roi Scorpion : le maître d'entraînement asiatique
- 2004 : David Callaham: Writer Reel : Dave Callaham
- 2005 : Sledge: The Untold Story : le médecin méchant
- 2005 : Forbidden Warrior : Yang Sze
- 2014 : Awesome Asian Bad Guys : Al
- 2020 : Death By Midnight : Osho

### Télévision
- 1983 : Ralph Super-héros : le Maître des fleurs (1 épisode)
- 1983 : Pour l'amour du risque : l'homme qui fait du Tai-Chi (1 épisode)
- 1983-1986 : Hooker : l'instructeur d'Arts martiaux (2 épisodes)
- 1984 : K 2000 : le videur de Fong (1 épisode)
- 1984 : Magnum : un garde du corps (1 épisode)
- 1984 : Mike Hammer : un voyou (1 épisode)
- 1984-1986 : L'Agence tous risques : plusieurs personnages (5 épisodes)
- 1984-1986 : L'Homme qui tombe à pic : Johnny et Quon (2 épisodes)
- 1985 : Equalizer : un Chinois (1 épisode)
- 1985 : Rick Hunter : Chang Men (1 épisode)
- 1985 : Supercopter : Général Rangavara (1 épisode)
- 1986 : La Cinquième Dimension : le propriétaire (1 épisode)
- 1986 : Riptide : M. Yeem (1 épisode)
- 1987 : Simon et Simon : Yuki (1 épisode)
- 1987 : Spenser : le présentateur de télévision (1 épisode)
- 1988 : MacGyver : Wayne H. Lim (1 épisode)
- 1992 : Raven : le ninja des Black Dragon (1 épisode)
- 1993 : Le Rebelle : le boss des Yakuza (1 épisode)
- 1994 : Kung Fu, la légende continue : le seigneur de guerre chinois (1 épisode)
- 2000 : That '70s Show : un guerrier ninja (1 épisode)
- 2000 : Les Médiums : M. Lee (2 épisodes)
- 2002 : 24 Heures chrono : Neill Choi (4 épisodes)
- 2004 : Deadwood : le blanchisseur (1 épisode)